# Ґудзик Василь
Василь Ґудзик  (псевдо.: «Оріх» 5 березня 1927 с. Бертники, Монастириський район, Тернопільська область — 15 серпня 2007, м. Філадельфія, США) — український військовик, хорунжий УПА, сотенний Відділу 91 «Басейн» ТВ-24 «Маківка».

## Життєпис
В УПА з 1944 року. Ройовий, а згодом чотовий підвідділу 514 Відділу 95а «Ударники-5» куреня «Лемківський» ТВ-26 «Лемко» ВО-6 «Сян» (1945—1947).
Учасник ліквідації заступника міністра оборони Польщі, генерала Кароля Свєрчевського.
Перейшов на терен УРСР. Сотенний Відділу 91 «Басейн» ТВ-24 «Маківка» ВО-4 «Говерля» (05.-09.1949). Сотня була розформована в Карпатах.
У складі кур'єрської групи перейшов до Західної Німеччини (09.-11.1949). У 1950 році еміґрував до США. Член Об'єднання колишніх вояків УПА США і Канади, голова станиці ОКВ у м. Філадельфія, голова контрольної комісії ГУ ОКВ.

## Нагороди
Лицар Срібного хреста бойової заслуги 1-го класу (28.07.1950).